# فرانز جوزيف أوش
فرانز جوزيف أوش (بالإنجليزية: Franz Josef Och)‏ (من مواليد 2 نوفمبر 1971) وهو عالم كمبيوتر ألماني. يعمل حاليًا في شركة جرال (شركة إليومينا) كرئيس لعلوم البيانات. وقبل ذلك كان كبير علماء البيانات في «شركة طول العمر البشري». وعمل سابقًا في جوجل كعالم أبحاث متميز ورئيس الترجمة الآلية في جوجل- ماونتن فيو (كاليفورنيا)، المقر الرئيسي جنوب مدينة سان فرانسيسكو.

## حياته وعمله
درس علوم الكمبيوتر في جامعة جامعة إرلنغن نورنبيرغ (FAU) بألمانيا. في عام 2002، حصل على درجة الدكتوراه في علوم الكمبيوتر في الجامعة التقنية الراينية الفستفالية (RWTH) بألمانيا. في نفس العام انتقل إلى الولايات المتحدة.
من عام 2002 إلى عام 2004 كان يعمل باحثًا علميًا في معهد علوم المعلومات بجامعة كاليفورنيا الجنوبية (USC). تتمثل أنشطته البحثية في الترجمة الآلية الإحصائية ومعالجة اللغات الطبيعية والتعلم الآلي حيث شارك في تأليف أكثر من 50 ورقة علمية. وقد كتب العديد من حزم البرامج مفتوحة المصدر المتعلقة بمعالجة اللغة الطبيعية الإحصائية وكان المهندس الرئيسي لترجمة جوجل.
بالإضافة إلى الألمانية، يتحدث الإنجليزية وبعض الإيطالية.

## وصلات خارجية
- Google and Facebook roll out Farsi language tools, الغارديان, June 19, 2009
- Franz Josef Och, Google's translation uber-scientist, talks about Google Translate, David Sarno, لوس أنجلوس تايمز, March 11, 2010
- Can Google break the computer language barrier?, Tim Adams, ذا أوبزرفر, December 19, 2010